# Ichneumon saltator
Ichneumon saltator là một loài tò vò trong họ Ichneumonidae.